# Distrito de Gulripshi
El distrito o rayón de Gulripshi (en georgiano: გულრიფშის რაიონი; en abjasio: Гәылрыҧшь араион; en ruso: Гульрипшский район) es un distrito ubicada en el norte de la parcialmente reconocida República de Abjasia, con capital en Gulripshi, aunque de iure pertenece a la República Autónoma de Abjasia como parte de Georgia. Es el distrito ubicado en el centro de Abjasia, entre el distrito de Sujumi y el distrito de Ochamchire.
El principal aeropuerto de Abjasia, el Aeropuerto de Sujumi Dranda está ubicado en el distrito de Gulripshi.
El distrito tiene una extensión de 1835 km², administrativamente tiene 1 pueblo y 9 aldeas y desde 2006 gobernado por Mijail Logua.

## Historia
El distrito fue creado en 1943, abolido e integrado en el distrito de Sujumi en 1959, y restablecido en 1963.
Hasta la batalla del valle Kodori en agosto de 2008, la parte noreste del distrito de Gulripsh era parte de la Alta Abjasia, zona controlada por Georgia, y sede de la República Autónoma de Abjasia. En la Alta Abjasia vivían 1956 personas, étnicamente esvanos, un subgrupo georgiano. La población total, incluida la Alta Abjasia es de 19.918 habitantes. siendo muy afectada por el desplazamiento de refugiados, principalmente georgianos, a raíz de la guerra de Abjasia.

## Demografía
La población del distrito tuvo grandes crecimientos en el siglo XX mientras fue parte de la Unión Soviética. Sin embargo, cuando estalló la guerra en Abjasia, se produjo un colapso en la población con la pérdida de más de 37.000 personas (que huyeron de Abjasia o murieron durante el conflicto armado), un 67% de la población de entonces.
| Gráfica de evolución demográfica de Distrito de Gulripshi entre 1970 y 2020 |
|                                                                             |

Tras la guerra en Abjasia se produjo un cambio drástico en la composición poblacional. Los georgianos eran el grupo mayoritario antes de la guerra y tras ella, pasaron a ser dominantes los armenios y abjasios. Los georgianos pasaron de suponer el 51,5% de la población a un mínimo 4,7%; este fenómeno se denomina en muchas ocasiones como la limpieza étnica de georgianos en Abjasia. 
|              | 1979      | 1979       | 2011      | 2011       |
| Grupo étnico | Población | Porcentaje | Población | Porcentaje |
| ------------ | --------- | ---------- | --------- | ---------- |
| Georgianos   | 26 138    | 51,5%      | 833       | 4,7%       |
| Abjasios     | 834       | 1,6%       | 6057      | 33,6%      |
| Rusos        | 7734      | 15,2%      | 2048      | 11,4%      |
| Ucranianos   | 845       | 1,7%       | 162       | 0,9%       |
| Armenios     | 13 328    | 26,3%      | 8430      | 46,8%      |
| Griegos      | 927       | 1,8%       | 125       | 0,7%       |
| Total        | 50 767    | 100%       | 18 032    | 100%       |

La mayoría de la población del distrito son armenios. Los abjasios son sólo mayoritarios en Babushara (72,2%), Bagmarani (71,5%) y Gulripshi (44,4%). También se encuentra en este distrito Azhara, el municipio del valle de Kodori, cuya inmensa mayoría de la población es esvana (georgianos).
|                      | 2011       | 2011       | 2011      | 2011       | 2011      | 2011       | 2011      | 2011       | 2011       | 2011       | 2011      | 2011       | 2011      |
|                      | Georgianos | Georgianos | Abjasios  | Abjasios   | Rusos     | Rusos      | Armenios  | Armenios   | Ucranianos | Ucranianos | Griegos   | Griegos    | Total     |
| Población            | Población  | Porcentaje | Población | Porcentaje | Población | Porcentaje | Población | Porcentaje | Población  | Porcentaje | Población | Porcentaje | Población |
| -------------------- | ---------- | ---------- | --------- | ---------- | --------- | ---------- | --------- | ---------- | ---------- | ---------- | --------- | ---------- | --------- |
| Gulripshi            | 204        | 5,3%       | 1735      | 44,4%      | 1058      | 27,1%      | 638       | 16,3%      | 96         | 2,5%       | 36        | 0,9%       | 3910      |
| Dranda               | 119        | 3,7%       | 1163      | 36,3%      | 228       | 7,1%       | 1634      | 51%        | 15         | 0,5%       | 22        | 0,7%       | 3205      |
| Babushara            | 120        | 4,5%       | 1946      | 72,2%      | 327       | 12,1%      | 122       | 4,5%       | 30         | 1,1%       | 7         | 0,3%       | 2696      |
| Machara              | 27         | 1%         | 626       | 23,7%      | 171       | 6,5%       | 1763      | 66,8%      | 7          | 0,3%       | 21        | 0,8%       | 2640      |
| Pshapi               | 21         | 0,8%       | 209       | 8,1%       | 26        | 1%         | 2305      | 89,3%      | 4          | 0,2%       | 10        | 0,4%       | 2582      |
| Vladímirovka/Kacikyt | 68         | 4,1%       | 202       | 12,1%      | 191       | 11,4%      | 1175      | 70,1%      | 10         | 0,6%       | 6         | 0,4%       | 1676      |
| Merjeuli             | 80         | 9,5%       | 72        | 8,6%       | 37        | 4,4%       | 640       | 76,3%      | -          | -          | 1         | 0,1%       | 839       |
| Azhara               | 179        | 91,3%      | 13        | 6,6%       | 6         | 1%         | 2         | 1%         | -          | -          | -         | -          | 196       |
| Tsebelda             | 7          | 4,2%       | 3         | 1,8%       | 4         | 2,4%       | 134       | 81,2%      | -          | -          | 17        | 10,3%      | 165       |
| Bagmarani            | 8          | 6,5%       | 88        | 71,5%      | 4         | 3,3%       | 1         | 2,7%       | -          | -          | 5         | 4,1%       | 123       |
| Total                | 833        | 4,7%       | 6057      | 33,6%      | 2048      | 11,4%      | 8430      | 46,8%      | 162        | 0,9%       | 125       | 0,7%       | 18 032    |